# Brachys simplex
Brachys simplex es una especie de escarabajo barrenador metálico del género Brachys, categorizada en la tribu Trachyini, de la subfamilia Agrilinae.

## Taxonomía
Fue descrita científicamente por Waterhouse en 1889.
Tratamiento taxonómico
La especie aparece registrada y publicada en Biologia Centrali-Americana, Insecta, Coleoptera, Buprestidae. Volume 3, part 1, pp. 49-166, plates iv-viii and Supplement, pp. 167-193. (1889).